# سامانثا براهاليس
سامانثا براهاليس (بالإنجليزية: Samantha Prahalis)‏ مواليد 23 يناير 1990 في كوماك، هي لاعبة كرة سلة أمريكية. بدأت مسيرتها الاحترافية في سنة 2012. تم اختيارها من قبل فريق فينيكس ميركوري خلال الدرافت. يبلغ طولها 5 قدم 7 بوصة (1.7 م).

## المسيرة الاحترافية
لعبت مع فينيكس ميركوري في سنة 2012، ثم لعبت مع نيويورك ليبرتي في سنة 2013، ثم لعبت مع أتلانتا دريم في سنة 2014، ثم لعبت مع لوس أنجلوس سباركس في سنة 2014.

## روابط خارجية
- سامانثا براهاليس على موقع الاتحاد الدولي لكرة السلة (الإنجليزية)
- سامانثا براهاليس على موقع الاتحاد الوطني لكرة السلة النسائية (الإنجليزية)
- سامانثا براهاليس على موقع كرة السلة الأوروبية.كوم (الإنجليزية)
- سامانثا براهاليس على موقع كلية كرة السلة في سبورتس رفرنس.كوم (الإنجليزية)
- سامانثا براهاليس على موقع بروبوليرز (الإنجليزية)
- سامانثا براهاليس على موقع سبورتس رفرنس (الإنجليزية)